# トラスモス
トラスモス（Trasmoz）は、スペイン・アラゴン州サラゴサ県にあるムニシピオ（基礎自治体）。県都サラゴサから西に78kmの距離にある。2016年の人口は96人。
トラスモスには魔女伝説があり、グスタボ・アドルフォ・ベッケルが魔女伝説について執筆している。

## 名所
- トラスモス城（12世紀）
- ビルヘン・デ・ラ・ウエルタ教会（12・13世紀）[3]

## 饗宴
- 2月、聖ロクスのたき火
- 3月、木の日
- 4月、卵の日
- 7月、魔術の日・薬用植物の日
- 8月、聖ロクスの記念日